# استومارکت
latitudeاستومارکتlongitudeاستومارکت
استومارکت (به انگلیسی: Stowmarket) یک منطقهٔ مسکونی در انگلستان است که در شرق انگلستان واقع شده‌است.

## خصوصیات
استومارکت ۱۵٬۰۵۹ نفر جمعیت دارد.